# Réseau routier de la Guadeloupe
Cet article présente l'histoire, les caractéristiques et les événements significatifs ayant marqué le réseau routier du département de la Guadeloupe en France.
Au 31 décembre 2011, la longueur totale du réseau routier principal du département de la Guadeloupe se répartit en 416 kilomètres de routes nationales et  619 kilomètres de routes départementales dont 41,7 km de voies rapides.

## Histoire

### XIXesiècle

#### Les routes royales
Les routes de la Guadeloupe au XIXe siècle, parcourues essentiellement par des chars à bœufs destinés au transport des cannes à sucre et des denrées, des cabrouets, sont des routes en terre souvent étroites et se dégradant rapidement à chaque intempérie. L'ordonnance coloniale de la Guadeloupe du 13 mars 1819 permet de mieux entretenir les chemins impraticables en saison des pluies. Elle définit neuf routes royales. Elles ont une largeur de 7 mètres, mais celle-ci peut être ramenée à 6 mètres dans certaines conditions. Les fossés doivent avoir une largeur de 1,50 mètre en partie supérieure, et de 0,50 mètre en fond, pour une profondeur de 0,50 mètre.

#### Les routes coloniales
La loi du 24 avril 1833, sous la Monarchie de Juillet, confère un nouveau statut aux quatre anciennes colonies de la Martinique, de la Guadeloupe, de l'île Bourbon et de la Guyane : ces colonies sont dotées chacune d'un conseil colonial, composé de membres élus sur une base censitaire. Concernant les routes, le conseil colonial de la Guadeloupe adopte un décret le 2 décembre 1843, promulgué le 1er janvier 1843 (signé à Basse-Terre le 21 juillet 1842), introduisant une classification des routes de la Guadeloupe qui sont désormais subdivisées en routes coloniales, chemins vicinaux ou de grande communication, communaux et ruraux. Les routes coloniales, au nombre de 10, se substituent aux anciennes routes royales. Les chemins vicinaux ou de grande communication, déclarés tels quels par décret colonial, ont vocation à relier des communes entre elles. Les chemins communaux sont situés dans le territoire des communes et les chemins ruraux servent à l'exploitation des terres.

### XXesiècle

#### Réforme de 1951
Avec le décret du 12 juillet 1951, une partie des routes et chemins du département de la Guadeloupe est classée dans la voirie nationale
.

## Caractéristiques
Au 31 décembre 2011, la longueur totale du réseau routier principal du département de la Guadeloupe se répartit en 416 kilomètres de routes nationales et  619 kilomètres de routes départementales.
Il est à noter que les « routes nationales » de Guadeloupe sont gérées par la région Guadeloupe depuis 2006. Toutefois, elles ont conservées depuis lors la dénomination et la signalétique des routes nationales.

## Liste des routes

### Routes nationales

#### Sur les îles de Basse-Terre et de Grande-Terre
| Route nationale | Longueur (en km) | Axe                                                                         |
| --------------- | ---------------- | --------------------------------------------------------------------------- |
| RN 1            | 59               | Basse-Terre - Pointe-à-Pitre par la Côte-au-vent de l'île de Basse-Terre    |
| RN 2            | 87               | Basse-Terre - Baie-Mahault par la Côte-sous-le-vent de l'île de Basse-Terre |
| RN 3            | 9.8              | Basse-Terre - Saint-Claude                                                  |
| RN 4            | 34               | Pointe-à-Pitre - Saint-François par la côte sud de l'île de Grande-Terre    |
| RN 5            | 42               | Pointe-à-Pitre - Saint-François par le centre de l'île de Grande-Terre      |
| RN 6            | 26               | Morne-à-l'Eau - Anse-Bertrand par la côte ouest de l'île de Grande-Terre    |
| RN 8            | 15.6             | Morne-à-l'Eau - Anse-Bertrand par le centre de l'île de Grande-Terre        |
| RN 10           | 5.6              | Desserte de la ZI de Jarry à l'ouest de Pointe-à-Pitre                      |
| RN 11           | 9.3              | Rocade nord de Pointe-à-Pitre                                               |

#### Sur l'île de Marie-Galante
| Route nationale | Longueur (en km) | Axe                                                                 |
| --------------- | ---------------- | ------------------------------------------------------------------- |
| RN 9            | 22               | Saint-Louis - Capesterre-de-Marie-Galante Route principale de l'île |

### Routes départementales

#### Sur l'île de Basse-Terre
| Route départementale | Longueur (en km) | Axe                                                                                                 |
| -------------------- | ---------------- | --------------------------------------------------------------------------------------------------- |
| 1                    | 21               | Dalciat/Dorville (Baie-Mahault) - Colin/La Lézarde (Petit-Bourg)                                    |
| 2                    | 7                | Lamentin (centre-ville) - Arnouville (Petit-Bourg)                                                  |
| 3                    | 4                | Capesterre-Belle-Eau (centre-ville) - Parking Petit-Marquisat (départ de chemins vers la Soufrière) |
| 4                    | 6                | Saint-Sauveur (Capesterre-Belle-Eau) - Parking des chutes du Carbet                                 |
| 5                    | 5                | Gros Morne Dolé (Gourbeyre) - Schœlcher (Trois-Rivières) - Bananier (Capesterre-Belle-Eau)          |
| 6                    | 14               | Basse-Terre - Vieux-Fort - Sapotille (Trois-Rivières)                                               |
| 7                    | 5                | Gourbeyre - Trois-Rivières                                                                          |
| 8                    | 2                | desserte de Trois-Rivières (lieu-dit La Regrettée)                                                  |
| 9                    | 5                | Gourbeyre - Saint-Claude                                                                            |
| 10                   | 3                | desserte du Plateau de Palmiste (Gourbeyre)                                                         |
| 11                   | 4                | Saint-Claude - Parking de Piton-Tarade (départ de chemins vers la Soufrière)                        |
| 12                   | 1                | traversée de Basse-Terre                                                                            |
| 13                   | 8                | Vieux-Habitants (centre-ville) - Madeleine (Baillif)                                                |
| 14                   | 1                | desserte de l'Hôpital Desmarais (Bouillante)                                                        |
| 15                   | 2.5              | desserte de Bois Malher (Bouillante)                                                                |
| 16                   | 2.5              | desserte d'Acomat (Pointe-Noire)                                                                    |
| 17                   | 5                | desserte de L'Espérance (Pointe-Noire)                                                              |
| 18                   | 7                | Duzer (Sainte-Rose) - Ziotte (Deshaies)                                                             |
| 19                   | 5                | Sainte-Rose - Parking de la Source sulfureuse la Sofaïa (Sainte-Rose)                               |
| 20                   | 1.5              | desserte de Baie-Mahault (centre-ville)                                                             |
| 22                   | 2                | Pointe-Noire (centre-ville) - Baille-Argent (Pointe-Noire)                                          |
| 23                   | 19               | Route de la Traversée : Arnouville (Petit-Bourg) - Mahaut (Pointe-Noire)                            |
| 24                   | 1                | desserte de la ZI Jarry-Houëlbourg (Baie-Mahault) - Lauricisque (Pointe-à-Pitre)                    |
| 25                   | 2.5              | boulevard sud-est de Basse-Terre - Morin (Saint-Claude)                                             |
| 26                   | 2.5              | boulevard nord-ouest de Basse-Terre - Cité Ducharmoy (Saint-Claude)                                 |
| 27                   | 6                | Vieux-Habitants - Vallée de Grand-Rivière                                                           |
| 28                   | 1.5              | desserte de Morne à Louis (Pointe-Noire)                                                            |
| 29                   | 1.5              | desserte de Papaye (Saint-Claude)                                                                   |
| 30                   | 6.5              | Baillif - Grand Matouba (Saint-Claude)                                                              |
| 32                   | 1                | desserte de la ZI Jarry-Houëlbourg (Baie-Mahault)                                                   |
| 33                   | 11               | desserte de Goyave (centre-ville) et de Petit-Bourg (centre ville) (ancienne RN 1)                  |
| 34                   | 2                | desserte de Desmarais (Bouillante)                                                                  |
| 35                   | 3                | desserte de Morne-Rouge (Sainte-Rose)                                                               |
| 36                   | 1.5              | desserte de Vincent (Lamentin)                                                                      |
| 37                   | 1                | desserte du domaine Duclos (Petit-Bourg)                                                            |
| 38                   | 0.5              | desserte de Blanchet (Gourbeyre)                                                                    |
| 41                   | 4                | desserte de Montebello (Petit-Bourg)                                                                |
| 42                   | 3                | desserte de Bergette (Petit-Bourg)                                                                  |
| 43                   | 0.6              | desserte de Goyave                                                                                  |
| 51                   | 6                | Daubin (Petit-Bourg) - Barbotteau (Petit-Bourg)                                                     |
| 52                   | 1                | rue de Capesterre-Belle-Eau                                                                         |
| 53                   | 1.5              | desserte de Mon-Repas (Capesterre-Belle-Eau)                                                        |

#### Sur l'île de Grande-Terre
Les routes 101, 102, 103, 104, 105, 108, 109, 110 et 114 traversent les Grands Fonds.
| Route départementale | Longueur (en km) | Axe                                                                                           |
| -------------------- | ---------------- | --------------------------------------------------------------------------------------------- |
| 101                  | 21               | Les Abymes - Le Moule                                                                         |
| 102                  | 23               | Les Abymes - Saint-François                                                                   |
| 103                  | 9                | Pointe-à-Pitre - Grande-Ravine (Le Gosier)                                                    |
| 104                  | 6                | Bouliqui (Sainte-Anne) - Tombeau (Le Gosier)                                                  |
| 105                  | 9.5              | Sainte-Anne - Bouliqui (Les Abymes)                                                           |
| 106                  | 8.1              | Les Abymes - Vieux-Bourg (Morne-à-l'Eau)                                                      |
| 107                  | 4                | Marieulle (Morne-à-l'Eau) - Vieux-Bourg (Morne-à-l'Eau)                                       |
| 108                  | 4                | Morne-à-l'Eau - Chazeau (Morne-à-l'Eau)                                                       |
| 109                  | 4                | Espérance (Morne-à-l'Eau) - Chouloute (Morne-à-l'Eau)                                         |
| 110                  | 3                | Boricaud (Morne-à-l'Eau) - Belle-Place (Sainte-Anne)                                          |
| 111                  | 6                | Grands-Fonds (Sainte-Anne) - Gentilly (Sainte-Anne)                                           |
| 112                  | 2                | Château-Gaillard (Le Moule) - Duteau (Le Moule)                                               |
| 113                  | 3.5              | Pavée (Le Moule) - Palais-Sainte-Marguerite (Le Moule)                                        |
| 114                  | 9                | Le Moule - Poirier (Sainte-Anne)                                                              |
| 115                  | 8.5              | Le Moule - Châteubrun (Sainte-Anne)                                                           |
| 116                  | 5                | Blonval (Saint-François) - Gardel (Le Moule)                                                  |
| 117                  | 3                | Bois-David (Le Moule) - La Cour des Braves (Le Moule)                                         |
| 118                  | 9                | boulevard nord de Saint-François, desserte de la Pointe des Châteaux                          |
| 119                  | 4                | desserte du Gosier (ancienne RN 4)                                                            |
| 120                  | 23               | Palais-Sainte-Marguerite (Le Moule) - Beaufond (Anse-Bertrand)                                |
| 121                  | 5                | Maisoncelle (Petit-Canal) - Sainte-Marguerite (Petit-Canal)                                   |
| 122                  | 10               | Anse-Bertrand - Fond-Rose (Anse-Bertrand)                                                     |
| 122A                 | 1                | desserte de la Pointe de la Grande Vigie                                                      |
| 123                  | 8                | La Rosette (Le Moule) - Bazin (Petit-Canal)                                                   |
| 125                  | 5                | boulevard de Pointe-à-Pitre (nord-ouest-sud) - Le Raizet (Les Abymes)                         |
| 126                  | 5                | rue de Pointe-à-Pitre (ouest) - Les Abymes centre (tronc commun avec la RN5)                  |
| 128                  | 4                | Port-Louis - Pelletan (Port-Louis)                                                            |
| 129                  | 2.5              | rocade est de Pointe-à-Pitre (continuité de la RN 11) et traversée des Abymes (ancienne RN 5) |

#### Sur l'île de Marie-Galante
| Route départementale | Longueur (en km) | Axe                                              |
| -------------------- | ---------------- | ------------------------------------------------ |
| 201                  | 18               | Saint-Louis - Capesterre-de-Marie-Galante        |
| 202                  | 5.5              | Valentin (Capesterre) - La-Haut (Saint-Louis)    |
| 203                  | 8                | Grand-Bourg - Capesterre-de-Marie-Galante        |
| 204                  | 4                | Grand-Anse (Grand-Bourg) - Pirogue (Grand-Bourg) |
| 205                  | 11.5             | Saint-Louis - Borée (Capesterre)                 |
| 206                  | 3.5              | Saint-Louis - Grand-Anse (Grand-Bourg)           |

#### Sur l'île de la Désirade
| Route départementale | Longueur (en km) | Axe              |
| -------------------- | ---------------- | ---------------- |
| 207                  | 12               | Route principale |

#### Sur l'archipel des Saintes (Terre-de-Bas)
| Route départementale | Longueur (en km) | Axe           |
| -------------------- | ---------------- | ------------- |
| 213                  | 7                | Tour de l'île |

#### Sur l'archipel des Saintes (Terre-de-Haut)
| Route départementale | Longueur (en km) | Axe              |
| -------------------- | ---------------- | ---------------- |
| 214                  | 5                | Route principale |

## Insécurité
En 2019, 47 personnes sont tuées sur les routes de Guadeloupe, ce qui correspond à un taux de 114 morts par million d'habitants, soit le double de la moyenne de France métropolitaine (52) le double du taux de la Réunion (55) et 50% de mortalité en plus comparé à la moyenne des départements d'outre mer.